# George Lucas
George Walton Lucas Jr. (Modesto, California, 14 de mayo de 1944) es un cineasta estadounidense. Lucas es principalmente conocido por crear las franquicias de Star Wars e Indiana Jones y fundar Lucasfilm,  LucasArts e  Industrial Light & Magic. Cesó como presidente de Lucasfilm antes de venderlo a The Walt Disney Company en 2012. 
Después de graduarse de la Universidad del Sur de California en 1967, Lucas cofundó American Zoetrope con el cineasta Francis Ford Coppola. Lucas escribió y dirigió THX 1138 (1971), basado en su corto estudiantil anterior Electronic Labyrinth THX 1138 4EB, que fue un éxito crítico pero un fracaso financiero. La película fue elegida para competir en la Quincena de Realizadores  en el Festival de Cannes de ese mismo año. Su siguiente trabajo como escritor-director fue la película American Graffiti (1973), inspirada en su juventud a principios de la década de 1960 en Modesto, California, y producida a través del recién fundado Lucasfilm. La película fue crítica y comercialmente exitosa, y recibió cinco nominaciones a los Premios Oscar, incluyendo Mejor director y Mejor película.
La siguiente película de Lucas, la épica ópera espacial Star Wars (1977), tuvo una producción problemática, pero fue un éxito sorpresa, convirtiéndose en la película más taquillera de la época, ganando siete Premios Oscar y provocando un fenómeno cultural. Lucas produjo y coescribió las secuelas El Imperio contraataca (1980) y Return of the Jedi (1983). Con el director Steven Spielberg, creó, produjo y coescribió las películas de Raiders of the Lost Ark (1981), Indiana Jones and the Temple of Doom (1984), Indiana Jones y la última cruzada (1989) e Indiana Jones y el reino de la calavera de cristal (2008). También produjo y escribió una variedad de películas y series de televisión a través de Lucasfilm entre los años 1970 y 2010, entre las que se encuentran Kagemusha (1980) y Mishima, una vida en cuatro capítulos (1985).
En 1997, Lucas volvió a lanzar la Trilogía de Star Wars como parte de una edición especial con varias modificaciones; Las versiones de los medios domésticos con más cambios se lanzaron en 2004 y 2011. Volvió a dirigir con una trilogía de la precuela de Star Wars que comprende Star Wars: Episodio I - La amenaza fantasma (1999), Star Wars: Episodio II - El ataque de los clones (2002) y Star Wars: Episodio III - La venganza de los Sith (2005). La última vez que colaboró fue en la serie de televisión animada por CGI Star Wars: The Clone Wars (2008-2014, 2020) y la película de guerra Red Tails (2012).
Lucas es uno de los cineastas más exitosos e influyentes de la historia y ha sido nominado a cuatro premios de la Academia. Es considerado una figura significativa del movimiento Nuevo Hollywood y sus películas se encuentran entre las películas con las mayores recaudaciones de la taquilla norteamericana, ajustadas por la inflación del precio de las entradas.

## Biografía
Fue criado en un rancho de Modesto, California, lugar de cultivo de nueces. Su padre era dueño de una tienda de venta de escritorios y tenía tres hermanos. Durante su adolescencia estudió en la Downey High School y era un fanático de las carreras de automóviles, incluso tenía planeado convertirse en un piloto de carreras profesional. Sin embargo sufrió un terrible accidente con su coche poco tiempo después de graduarse en la secundaria, estuvo hospitalizado por varias semanas y estuvo a punto de morir. Este accidente cambió definitivamente su manera de ver la vida. Decidió ir a la preparatoria Modesto Junior College, donde tomó materias como antropología, sociología y literatura, entre muchas otras. También empezó a filmar con una cámara de 8mm.
Durante esta época, Lucas y su amigo John Plummer comenzaron a interesarse en el cine Canyon Cinema: proyecciones de cineastas asociados al underground y al avant-garde, como Jordan Belson, Stan Brakhage y Bruce Conner.
Lucas y Plummer también comenzaron a ver películas clásicas del cine europeo, como À bout de souffle, de Jean-Luc Godard, Jules y Jim de François Truffaut y 8½ de Federico Fellini. “Ahí fue cuando George comenzó realmente a explorar”, ha dicho Plummer. Gracias a su interés en las carreras automovilísticas Lucas conoció al renombrado cinematógrafo Haskell Wexler quien también compartía su gusto por las carreras. Wexler, quien después trabajaría con Lucas en varias ocasiones, se impresionó por el talento del muchacho: «George tenía muy buen ojo y pensaba de una manera muy visual».
Lucas se mudó a la Universidad del Sur de California (USC), donde estudió en la Escuela de Artes Cinematográficas. USC fue una de las primeras universidades en Estados Unidos en contar con una escuela dedicada a la educación del cine. Durante sus años en USC, Lucas compartió el cuarto de los dormitorios universitarios con Randall Kleiser. En el campus también forjó amistad con compañeros como Walter Murch, Hal Barwood y John Milius, entre otros. Este grupo de amigos fue conocido en el campus como The Dirty Dozen (una referencia a la cinta del mismo nombre, estrenada en 1967 y dirigida por Robert Aldrich); los doce alcanzarían cierto éxito en la industria cinematográfica de Hollywood.
Lucas también se hizo muy buen amigo de un alumno destacado del campus, con quien colaboraría después en Indiana Jones: Steven Spielberg. Lucas se vio fuertemente influenciado por el curso de Expresión Fílmica impartido por el cineasta Lester Novros y agrupaba los elementos no narrativos de la forma fílmica como el color, la luz, el movimiento, el espacio y el tiempo. Otra inspiración fue el realizador serbio (y decano del Departamento de Cine de la USC) Slavko Vorkapich, un teórico del cine que realizó grandes secuencias de montajes para estudios de Hollywood como MGM, RKO y Paramount. Vorkapich enseñó la naturaleza autónoma de la forma cinemática, y enfatizaba la cualidad dinámica única del movimiento y la energía cinética inherente en las películas.

## Carrera

### THX 1138
Como estudiante de cine hizo varios cortometrajes incluyendo: Freiheit (1966) y Electronic Labyrinth THX 1138 4EB (Laberinto electrónico THX 1138) que ganó el primer premio en el festival nacional de películas de estudiantes 1967-68. También en 1967 Warner Bros le concedió una beca que le permitió observar el rodaje de Finian's Rainbow (1968), dirigida por Francis Ford Coppola. Cuando comenzó su aprendizaje en los estudios de Warner Brothers dijo que deseaba trabajar en el departamento de animación. Justamente, cuando él llegó era el último día de dicho departamento, que luego fue cerrado. Con el tiempo Lucas y Coppola se transformaron en buenos amigos y juntos crearon en 1969 una compañía llamada American Zoetrope. El primer proyecto de la compañía fue una versión largometraje de THX-1138: 4EB con el título apenas modificado: el clásico de culto THX 1138.
En 1971, Coppola comenzó a dedicarse a la producción de la película El padrino, que se estrenó en 1972, mientras Lucas decidía crear su propia compañía, Lucasfilm Ltd.

### American Graffiti
Durante la producción de THX 1138 (1971), el productor Francis Ford Coppola sugirió a George Lucas a escribir un guion que fuera atractivo para el público en general. Lucas abrazó la idea, utilizando sus experiencias adolescentes de principios de la década de 1960 crucero en Modesto, California. "El cruising desapareció y me sentí obligado a documentar toda la experiencia y lo que mi generación usó como una forma de conocer chicas", explicó Lucas. A medida que desarrollaba la historia en su mente, Lucas incluyó su fascinación con Wolfman Jack.
Añadiendo connotaciones semiautobiográficas, Lucas estableció la historia en su ciudad natal de Modesto de 1962. Los personajes Curt Henderson, John Milner y Terry "The Toad" Fields también representan diferentes etapas de su vida más joven. Curt sigue el modelo de la personalidad de Lucas durante la USC, mientras que Milner se basa en la adolescencia street-racing y los años universitarios júnior de Lucas, y hot rod entusiastas que había conocido de Kustom Kulture en Modesto Toad representa los años de Lucas nerd como estudiante de primer año en la escuela secundaria, específicamente su "mala suerte" con las citas. El cineasta también se inspiró en I Vitelloni (1953) de Federico Fellini. La película ganó el Globo de Oro, el New York Film Critics y el premio de la National Society of Film Critics. Obtuvo también cinco nominaciones al Óscar, incluyendo el Óscar a la mejor película.

### Star Wars: reconocimiento y éxito
Durante los años 1973 y 1974 se dedicó exclusivamente a escribir el guion de su siguiente película, una fantasía espacial llamada The Star Wars. Para escribir este guion se inspiró en el cómic Flash Gordon y la película El planeta de los simios. Luego, en 1975 fundó Industrial Light & Magic (ILM) para producir los efectos especiales que necesitaba para la película. Otra compañía llamada Sprocket Systems se dedicaría a editar y mezclar el sonido de Star Wars. Más tarde, esta compañía sería rebautizada como Skywalker Sound. No obstante, su proyecto de Star Wars era rechazado una y otra vez por varios estudios, hasta que tuvo una reunión con los ejecutivos de Twentieth Century Fox, quienes decidieron darle una oportunidad. Lucas llegó a un acuerdo con estos directivos para ceder su salario como director de la película a cambio de recibir el 40% de las ganancias de taquilla y todos los derechos del merchandising. Lo que parecía un buen negocio para Fox no fue así, ya que Star Wars se convirtió en 1977 en un tremendo éxito de taquilla, causando un fenómeno recordado hasta el presente y recibiendo incluso siete nominaciones de la Academia, algo casi impensable hasta ese momento para una película de ciencia ficción. Estuvo tan estresado durante el rodaje de Star Wars que tuvo que ir a un hospital, donde le detectaron diabetes tipo 2 en el año 1964 a la edad de 20 años.
Lucas inició la historia de El Imperio contraataca, episodio V, y El retorno del jedi, episodio VI, de las cuales fue productor ejecutivo dejando las tareas de dirección a Irvin Kershner en El Imperio contraataca y a Richard Marquand en El retorno del Jedi. Le pidió a Spielberg que dirigiera El retorno del Jedi, pero una disputa con el sindicato de directores se lo impidió. También se ofreció a David Lynch la dirección de la cinta. A pesar de su reputación de éxitos de Hollywood, todos los filmes de Star Wars son películas independientes, a excepción de Star Wars: Una nueva esperanza. La única manera en que podría conseguir la financiación requerida para hacer la película era solicitarla al estudio. Con el éxito de la película y de su comercialización, Lucas ya no necesitó al estudio. Para los episodios V y VI, pidió préstamos bancarios, que pagó con las ganancias de cada película. Para las «precuelas», no necesitó ningún préstamo, teniendo bastante dinero para financiar cada película con sus propios ahorros personales.

### Raiders of the Lost Ark
En 1980 escribió y produjo Raiders of the Lost Ark, que fue dirigida por Spielberg y obtuvo cinco premios de la academia. Logró lo que para ese entonces era un trato inusual para la película Raiders of the Lost Ark: Paramount financió el presupuesto entero de 20 millones de dólares, a cambio, Lucas poseería más del 40% de la película y recogería casi la mitad de los beneficios después de que el estudio ganara cierta cantidad de dinero. Esto resultó ser un reparto muy lucrativo para Lucas. El ejecutivo de Paramount Michael Eisner dijo que él sentía que el guion para la película era el mejor que había leído. También fue coproductor y creador de la historia de Indiana Jones y el templo maldito, estrenada en 1984, nominada a dos premios de la Academia y que obtuvo un Óscar por los efectos especiales.

### Retiro temporal

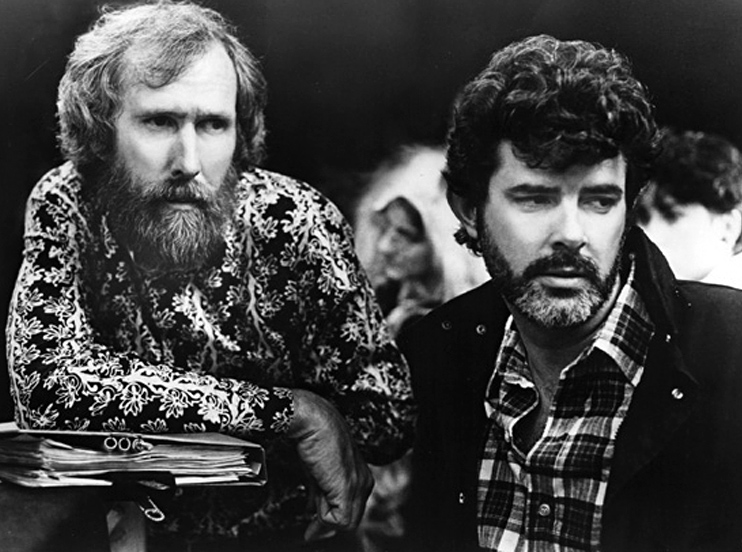
George Lucas con Jim Henson en Labyrinth

Desde 1980 hasta 1985 Lucas invirtió su tiempo en la construcción del Rancho Skywalker, para reunir allí los recursos creativos, técnicos y administrativos de la ya importante Lucasfilm. Luego, George Lucas revolucionaría los cines con su sistema THX, que fue desarrollado para mantener los más altos estándares de calidad para la proyección de una película. También se convirtió en el presidente de The George Lucas Educational Foundation. 
Adoptó tres niños: Amanda Lucas (1981), Katie Lucas (1988) y Jett Lucas (1993). 
Se negó a prestarle un millón de dólares a Francis Ford Coppola para la compra de los Hollywood General Studios. Esto propició su separación hasta que finalmente Lucas le pidió perdón y se reconciliaron.
En 1992, Lucas recibió el premio Irving G. Thalberg por el Consejo Superior de la Academia de Artes y Ciencias del Cine por sus logros durante el curso de su vida. Lucasfilm Games, después renombrada LucasArts, es altamente reconocida dentro de la industria de los videojuegos. Vendió la división de gráficos por computadora de Lucasfilm a Steve Jobs de Apple Computers. Ahora se la conoce como Pixar.

### Segunda trilogía deStar Wars
El último proyecto de Lucasfilm fue terminar la nueva trilogía de La guerra de las galaxias. La amenaza fantasma, episodio I de la nueva trilogía, fue escrita, dirigida y producida por George Lucas y salió al público el 19 de mayo de 1999. En mayo de 2002 se estrenó la segunda parte, El ataque de los clones, episodio II, también dirigida y producida por él. El capítulo final de la nueva trilogía de La guerra de las galaxias, La venganza de los Sith, episodio III, que abre las puertas a la trilogía clásica, se estrenó el 19 de mayo de 2005, quedando la saga finalizada.

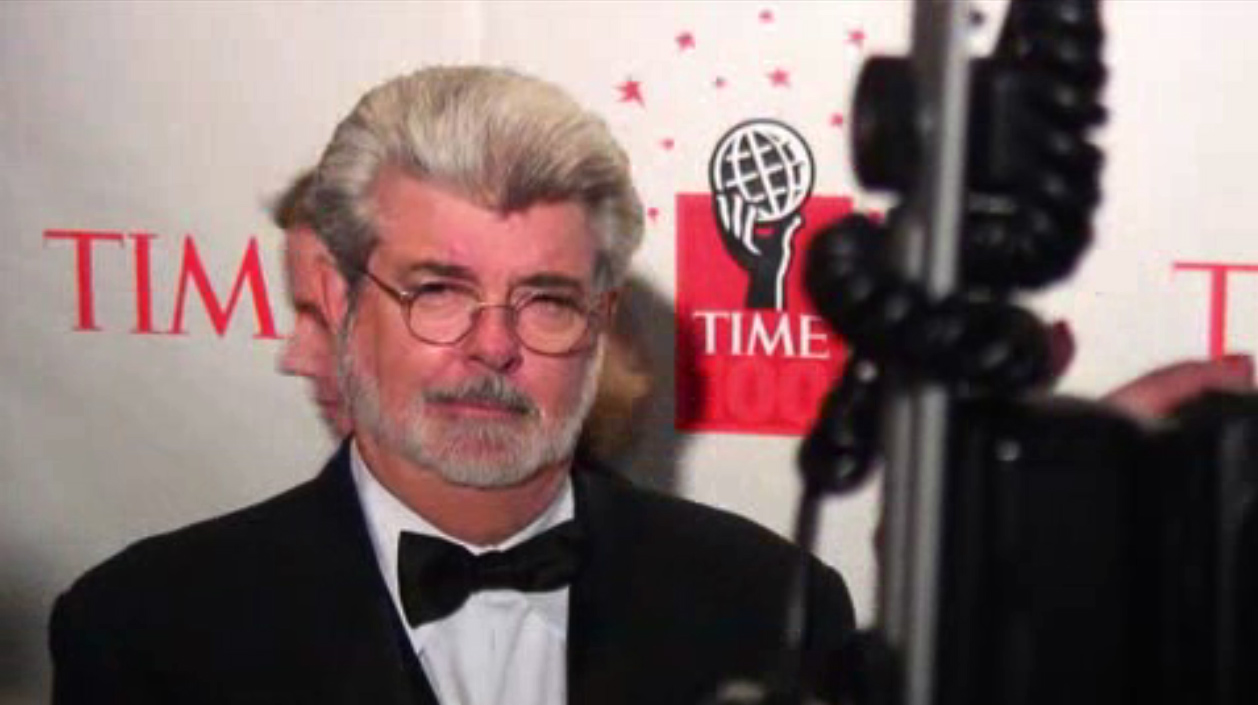
George Lucas en Time 100 en 2006

En 2007 se anunció que iba a producir una serie de televisión sobre Star Wars que tendría lugar entre los episodios II y III; Star Wars: The Clone Wars, es un espectáculo de animación CG que debutó en el otoño de 2008. Antes de hacer la trilogía de precuelas de Star Wars, iba a realizar la cuarta parte de Indiana Jones en 1995, sin embargo no se pudo hacer hasta que Lucas, Ford y Spielberg fueron convencidos para comenzar el rodaje. La película se estrenó con el título Indiana Jones y el reino de la calavera de cristal en 2008 y tuvo buena aceptación por el público y la crítica especializada.
En enero de 2012, Lucas anunció su retiro de la producción a gran escala de películas taquilleras y que enfocara su carrera en las características más pequeñas, con un presupuesto independiente. En junio se anunció que la productora Kathleen Kennedy, una colaboradora a largo plazo con Spielberg y el productor de las películas de Indiana Jones, había sido nombrada copresidenta de Lucasfilm. Se informó que Kennedy iba a trabajar al lado de Lucas, que se mantendría como el director ejecutivo y ella serviría como copresidenta durante al menos un año, después de lo cual ella le sucedería como líder en solitario de la compañía.

### La venta de Lucasfilm.
El 30 de octubre de 2012, Lucas vendió Lucasfilm por 4050 millones de dólares a Disney.

### Red Tails, Strange Magic y futuros proyectos
Produjo la película Red Tails que se trata sobre un grupo de pilotos negros distinguidos en la Segunda Guerra Mundial llamados Aviadores de Tuskegee que se estrenó en 2012 y escribió el musical animado en 3D Strange Magic, inspirado por El sueño de una noche de verano. 
George Lucas visitó el set de rodaje de Rogue One: una historia de Star Wars y Han Solo: una historia de Star Wars, las cuales dio su aprobación y disfrutó viendo las dos películas mencionadas. 
No se sabe qué está haciendo ahora pero se anunció que escribirá y producirá la quinta película de Indiana Jones, lo cual emocionó a los fanáticos de la saga ya que antes estaban desconcertados si él no volverá a la producción de la película.
El 9 de abril de 2024 se anuncia que se le concede la Palma de Oro honorífica del Festival de Cannes en honor a su trayectoria profesional.

## Filantropía
Lucas se ha comprometido a donar la mitad de su fortuna a organizaciones benéficas como parte de un esfuerzo llamado The Giving Pledge, liderado por Bill Gates y Warren Buffett para convencer a las personas más ricas de Estados Unidos a donar parte de su riqueza a obras benéficas.

## Filmografía
| Año            | Trabajo                                                 | Notas                                     |
| 1965           | El autobús                                              | Asistente de producción                   |
| 1969           | The Rain People                                         | Ayudante                                  |
| 1971           | THX-1138                                                | Director, productor ejecutivo y guionista |
| 1973           | American Graffiti                                       | Director, productor ejecutivo y guionista |
| 1977           | Star Wars: Episodio IV - Una nueva esperanza            | Director, productor ejecutivo y guionista |
| 1979           | More American Graffiti                                  | Productor                                 |
| 1980           | Star Wars: Episodio V - El Imperio contraataca          | Productor ejecutivo y guionista           |
| 1980           | Kagemusha                                               | Productor ejecutivo                       |
| 1981           | Raiders of the Lost Ark                                 | Productor ejecutivo y guionista           |
| 1981           | Fuego en el cuerpo                                      | Productor ejecutivo                       |
| 1983           | Star Wars: Episode VI - Return of the Jedi              | Productor ejecutivo y guionista           |
| 1983           | Twice Upon a Time                                       | Productor ejecutivo                       |
| 1984           | Indiana Jones and the Temple of Doom                    | Productor ejecutivo                       |
| 1984           | Caravan of Courage: An Ewok Adventure                   | Productor ejecutivo y guionista           |
| 1985           | Ewoks: The Battle for Endor                             | Productor ejecutivo y guionista           |
| 1985           | Mishima, una vida en cuatro capítulos                   | Productor                                 |
| 1986           | Captain EO                                              | Productor                                 |
| 1986           | Howard the Duck                                         | Productor                                 |
| 1986           | Labyrinth                                               | Productor                                 |
| 1986           | Powaqqatsi                                              | Productor                                 |
| 1988           | The Land Before Time                                    | Productor                                 |
| 1988           | Willow                                                  | Productor ejecutivo y guionista           |
| 1988           | Tucker: un hombre y su sueño                            | Productor y guionista                     |
| 1989           | Indiana Jones y la última cruzada                       | Productor ejecutivo                       |
| 1991           | Hook                                                    | Cameo                                     |
| 1992-1996      | Las aventuras del joven Indiana Jones                   | Productor ejecutivo y guionista           |
| 1993           | Parque Jurásico                                         | Efectos visuales y sonoros                |
| 1994           | Beverly Hills Cop III                                   | Cameo                                     |
| 1994           | Asesinatos en la radio                                  | Productor y guionista                     |
| 1997           | The Lost World: Jurassic Park                           | Efectos visuales y sonoros                |
| 1997           | Hombres de negro                                        | Alien en televisión                       |
| 1999           | Star Wars: Episodio I - La amenaza fantasma             | Director, productor ejecutivo y guionista |
| 2001           | Parque Jurásico III                                     | Efectos visuales y sonoros                |
| 2002           | Star Wars: Episodio II - El ataque de los clones        | Director, productor ejecutivo y guionista |
| 2003-2005      | Star Wars: Clone Wars                                   | Productor y diseño de personajes          |
| 2005           | Star Wars: Episodio III - La venganza de los Sith       | Director, productor ejecutivo y guionista |
| 2008           | Indiana Jones y el reino de la calavera de cristal      | Productor ejecutivo                       |
| 2008           | Star Wars: The Clone Wars                               | Productor ejecutivo                       |
| 2008-2014-2020 | Star Wars: The Clone Wars (serie de televisión de 2008) | Productor ejecutivo                       |
| 2008           | Star Wars: The Force Unleashed                          | Videojuego                                |
| 2010           | Star Wars: The Force Unleashed II                       | Videojuego                                |
| 2012           | Red Tails                                               | Productor                                 |
| 2015           | Strange Magic                                           | Guionista y productor                     |
| 2016           | Rogue One: una historia de Star Wars                    | Consultor creativo                        |
| 2018           | Han Solo: una historia de Star Wars                     | Consultor creativo                        |
| 2023           | Indiana Jones y el dial del destino                     | Productor ejecutivo                       |

### Apariciones en sus propios filmes
Lucas hizo una aparición en la película de Star Wars, Star Wars: Episodio III - La venganza de los Sith, interpretando a un personaje extra llamado Barón Papanoida. También hizo un cameo en la película Indiana Jones y el templo maldito junto con Steven Spielberg, Frank Marshall y Dan Aykroyd.

## Premios y distinciones
Premios Óscar
| Año  | Categoría                            | Película                                     | Resultado |
| ---- | ------------------------------------ | -------------------------------------------- | --------- |
| 1974 | Mejor director                       | American Graffiti                            | Nominado  |
| 1974 | Mejor guion original                 | American Graffiti                            | Nominado  |
| 1978 | Mejor película                       | Star Wars: Episodio IV - Una nueva esperanza | Nominado  |
| 1978 | Mejor director                       | Star Wars: Episodio IV - Una nueva esperanza | Nominado  |
| 1978 | Mejor guion original                 | Star Wars: Episodio IV - Una nueva esperanza | Nominado  |
| 1981 | Mejor película                       | Raiders of the Lost Ark                      | Nominado  |
| 1992 | Premio en Memoria de Irving Thalberg | Premio en Memoria de Irving Thalberg         | Ganador   |

Premios Globo de Oro
| Año  | Categoría                          | Película                                     | Resultado |
| ---- | ---------------------------------- | -------------------------------------------- | --------- |
| 1973 | Mejor película - Comedia o musical | American Graffiti                            | Ganador   |
| 1973 | Mejor director                     | American Graffiti                            | Nominado  |
| 1977 | Mejor película - Drama             | Star Wars: Episodio IV - Una nueva esperanza | Nominado  |
| 1977 | Mejor director                     | Star Wars: Episodio IV - Una nueva esperanza | Nominado  |

Festival de Cannes
| Año  | Categoría               | Película                | Resultado |
| ---- | ----------------------- | ----------------------- | --------- |
| 1971 | FIBRESCI                | THX 1138                | Nominado  |
| 2005 | Premio del Festival     | Premio del Festival     | Ganador   |
| 2024 | Palma de Oro Honorífica | Palma de Oro Honorífica | Ganador   |

Premios BAFTA
| Año  | Categoría      | Película                                     | Resultado |
| ---- | -------------- | -------------------------------------------- | --------- |
| 1977 | Mejor película | Star Wars: Episodio IV - Una nueva esperanza | Nominado  |
| 1981 | Mejor película | Raiders of the Lost Ark                      | Nominado  |

Premios Hugo
| Año  | Categoría                      | Película                                   | Resultado |
| ---- | ------------------------------ | ------------------------------------------ | --------- |
| 1981 | Mejor representación dramática | Raiders of the Lost Ark                    | Ganador   |
| 1983 | Mejor representación dramática | Star Wars: Episode VI - Return of the Jedi | Ganador   |
| 1990 | Mejor representación dramática | Indiana Jones y la última cruzada          | Ganador   |

Premios Saturn
| Año  | Categoría                        | Película                                          | Resultado |
| ---- | -------------------------------- | ------------------------------------------------- | --------- |
| 1977 | Mejor película - Ciencia ficción | Star Wars: Episodio IV - Una nueva esperanza      | Ganador   |
| 1977 | Mejor guion                      | Star Wars: Episodio IV - Una nueva esperanza      | Ganador   |
| 1977 | Mejor director                   | Star Wars: Episodio IV - Una nueva esperanza      | Ganador   |
| 1983 | Mejor guion                      | Star Wars: Episode VI - Return of the Jedi        | Nominado  |
| 1994 | Mejor película-Ciencia ficción   | Parque Jurásico                                   | Ganador   |
| 1999 | Mejor director                   | Star Wars: Episodio I - La amenaza fantasma       | Nominado  |
| 2002 | Mejor director                   | Star Wars: Episodio II - El ataque de los clones  | Nominado  |
| 2005 | Mejor guion                      | Star Wars: Episodio III - La venganza de los Sith | Nominado  |
| 2005 | Mejor director                   | Star Wars: Episodio III - La venganza de los Sith | Nominado  |

Premios Empire
| Año  | Categoría                        | Película                                          | Resultado |
| ---- | -------------------------------- | ------------------------------------------------- | --------- |
| 2005 | Mejor película - Ciencia Ficción | Star Wars: Episodio III - La venganza de los Sith | Ganador   |
| 2005 | Mejor película                   | Star Wars: Episodio III - La venganza de los Sith | Nominado  |